# Hermann Sökeland
Hermann Sökeland (* 22. März 1848 in Haßlinghausen; † 11. August 1927 in Berlin) war ein Berliner Fabrikant und Schriftführer des Museumsvereins, der das Museum für deutsche Volkstrachten und Erzeugnisse des Hausgewerbes beziehungsweise ab 1904 die Sammlung für deutsche Volkskunde in der prähistorischen Abteilung des Museums für Völkerkunde förderte. 1894 übernahm Sökeland nach Ausscheiden des Direktors Ulrich Jahns bis zur Aufnahme in den Verband der Königlichen Museen und der damit verbundenen Einsetzung Karl Brunners die Leitung des Museums.

## Herkunft und Jugend
Hermann Sökeland wurde am 22. März 1848 in Haßlinghausen bei Hagen geboren. Sein Vater, Engelbert Sökeland (1806–1884) war der Sohn eines Lehrers aus Darfeld und hatte das Bäckerhandwerk erlernt. Mit 26 Jahren übernahm er die Stelle eines Ökonomieinspektors an den Düsseldorfer Anstalten zur Rettung verwahrloster Kinder und führte in dieser Position Lehrertätigkeiten aus, wegen derer er auf Verlangen einer Berliner Untersuchungskommission die Lehrerprüfung nachholen musste. Nach elf Jahren Tätigkeit in der Lehre gründete Engelbert Sökeland 1843 eine Bäckerei in Haßlinghausen und später in Barmen. Er erfand eine besondere Mühle, Knetmaschine und eine Presse für den Pumpernickel. Er konstruierte ebenfalls einen Ofen mit konstanter Wärme und ersetzte die damals verbreiteten Gärungstheorien durch drei praktische Gärungsmethoden. Aufgrund seiner wissenschaftlichen Untersuchungen ging Engelbert Sökeland aber in Konkurs. Auf Empfehlung Justus von Liebigs wurde er 1856 auf eine leitende Stelle in der neu errichteten Berliner Brotfabrik berufen und machte sich nach zwei Jahren dort mit einer Pumpernickelbäckerei selbständig. 
Hermann Sökeland musste mit seinen drei Brüdern im Betrieb aushelfen und den Pumpernickel ausliefern. Im Alter von 13 Jahren verließ Hermann Sökeland die Schule und ging bei seinem Vater in die Lehre. 1868 wurde die erste Dampfmaschine in die Bäckerei eingebaut und die Expansion des Unternehmens setzte ein: Die Söhne unternahmen Geschäftsreisen, der Versand von Pumpernickel begann und Filialen in Wandsbek und Wien wurden eingerichtet. 1870 konnte ein eigenes Grundstück für die Fabrik im Berliner Stadtteil Moabit erworben werden, an der Konstruktion und dem Aufbau der Maschinen waren die Söhne beteiligt.

## Volkskundler und Museumsleiter
Die schnelle Entwicklung des Unternehmens ermöglichte es Hermann Sökeland, sich ehrenamtlich auf kommunaler Ebene zu betätigen. So wurde er im Alter von 24 Jahren Schriftführer des Waisenrats in Moabit und kurze Zeit später bereits dessen Vorsitzender. Diese Funktion hatte er 18 Jahre lang inne. Bedeutend für Sökelands Engagement war der Kontakt zu seinem Nachbarn Gustav Oesten, der Oberingenieur der Berliner Wasserwerke war und ein ausgeprägtes prähistorisches Interesse hatte. Dieser warb Sökeland 1887 als Mitglied der Berliner anthropologischen Gesellschaft an. Von Mitgliedern wie Otto Olshausen, Max Bartels und Max Weigel erhielt er Anregungen für eigene wissenschaftliche Arbeiten. Ausgehend vom Interesse an der so genannten Gemme von Alsen aus dem Bestand des Museum für deutsche Volkstrachten und Erzeugnisse des Hausgewerbes bereiste er bis 1897 Kirchenschätze in Deutschland, den Niederlanden, Belgien und Nordfrankreich und beschrieb die so genannten Roggenkorngemmen. 1891 publizierte Rudolf Virchow einen Artikel Sökelands über diese in den Verhandlungen der Anthropologischen Gesellschaft, im Januar 1898 hielt er über diese einen Vortrag vor der Gesellschaft.
Nach dem Ausscheiden Ulrich Jahns betraute Virchow 1894 Sökeland mit der ehrenamtlichen Leitung des Museums für deutsche Volkstrachten und Erzeugnisse des Hausgewerbes im Palais Creutz. In dieser Rolle wurde er vom ehrenamtlichen Kustos Ferdinand Höft unterstützt. Sökeland integrierte die Deutsch-ethnographische Ausstellung von der World’s Columbian Exposition 1893 in Chicago als Leihgabe in die Museumssammlung und betreute die Gründung des Museumsvereins um die Jahreswende 1894/95. Unter seiner Leitung präsentierte dich das Museum auch verstärkt nach außen, etwa mit der Teilnahme an der Berliner Gewerbeausstellung 1896. Die Aufstellung der Sammlung in Reihen wie sie durch andere Museen zu dieser Zeit popularisiert wurde, war in Berlin aufgrund der räumlichen Situation kaum möglich. Die Bestände aus Chicago konnte Sökeland zudem nicht aufteilen, um sie in die landschaftliche Abfolge zu integrieren, da es sich erst einmal nur um eine Leihgabe handelte und die schwierigen Verhandlungen über die Schenkung erst 1898 zum Abschluss kamen. Eine vollständige Neupräsentation der Sammlung konnte deshalb erst Sökelands Nachfolger Karl Brunner, ab 1906 vornehmen.
Auch wenn das Vorbild des Österreichischen Museums für Volkskunde in Wien insgesamt nicht adaptiert werden konnte, verfolgte Sökeland das sachlich-ergologische Prinzip an einigen Beispielen: So sammelte er 1897 in seiner westfälischen Heimat Arbeitsgeräte und Werkzeuge, die unter anderem zur Flachsbearbeitung genutzt wurden, und als erste vergleichende Gruppen in der Ausstellung des Museums gezeigt wurden. Ebenfalls ab 1897 gab er die Mitteilungen des Museums heraus. In der ersten Ausgabe vom Oktober 1897 beschrieb er die von ihm gesammelten Geräte. Die bedeutendste Erwerbung von Sökeland in seiner Zeit als Direktor war die Hindeloopener Stube. Der Volkskundler Wilhelm Joest hinterließ dem Museum ein Legat von 10.000 Mark, das nur mit Genehmigung des Kaisers ausgezahlt werden durfte. Die Auszahlung war daran geknüpft, dass dieser dem Museumsverein die Rechte einer juristischen Person verlieh. Da dies bereits einmal abgelehnt worden war und somit mit einer längeren Verzögerung gerechnet werden musste, schoss Alexander Meyer-Cohn den Betrag vor, so dass Sökeland Ende März 1898 die Erwerbung auf der Versteigerung des Hindeloopener Museums in Amsterdam tätigen konnte. Objekte aus der Museumssammlung popularisierte Sökeland auch in Vorträgen bei der Gesellschaft für Volkskunde.

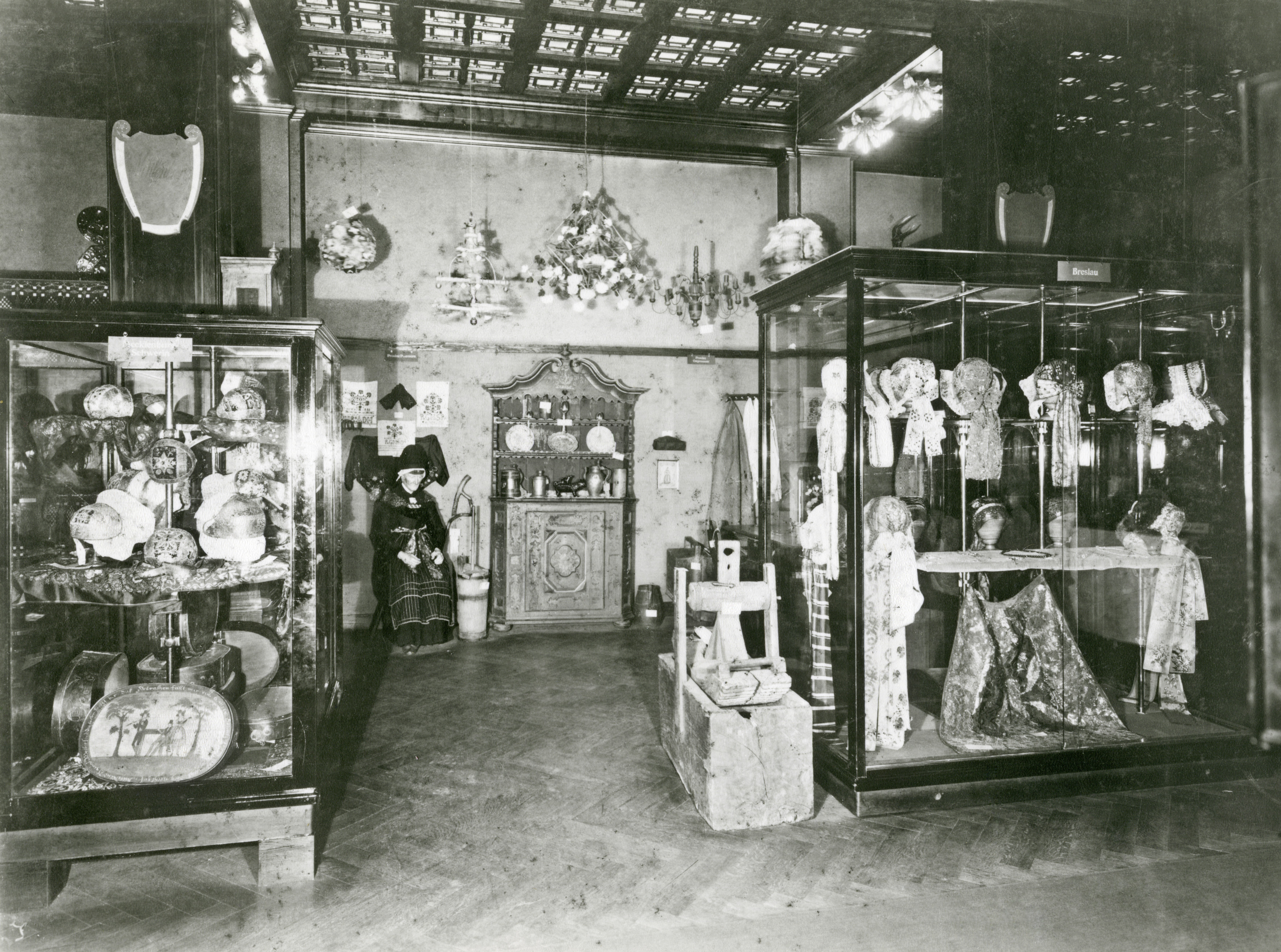
Ausstellungsansicht der Königlichen Sammlung für Deutsche Volkskunde im Palais Creutz, ca. 1910.

Als Direktor warb Sökeland auch neue Mitglieder für den Museumsverein. Am bedeutendsten war dabei wohl Marie Eysn aus Salzburg, von der das Museum in den folgenden Jahren große Schenkungen erhielt, obwohl sich auch das Wiener Museum um ihre Sammlung bemühte. Nach seinem Ausscheiden als Direktor des Museums im Jahr 1904 widmete sich Sökeland ganz seiner Rolle als Schriftführer des Vereins und betrieb in dieser Funktion eine aktive Ankaufspolitik. Der Ehemann Marie Eysns, Richard Andree, machte auf die Sammlung des Malers Hugo von Preen mit Objekten aus dem Innviertel aufmerksam, die Sökeland 1906 für das Museum erwerben konnte. Bei der Neupräsentation der Sammlung 1908 überwogen die Schenkungen der Vereinsmitglieder die eigenen Erwerbungen des Museums, was zu einem Großteil das Verdienst Sökelands war.
Neben seiner Tätigkeit für Museum und Museumsverein war Sökeland Vorstandsmitglied einer höheren Privatschule und von 1900 bis 1920 Mitglied der Städtischen Schuldeputation. Von 1905 bis 1919 war er Berliner Stadtverordneter. Ab 1902 war er zudem Schatzmeister der Berliner anthropologischen Gesellschaft und ab 1903 Mitglied der Sachverständigen-Kommission der Prähistorischen Sammlung des Völkerkundemuseums.
1916 wurde Sökeland das erste von Georg Minden gestiftete Dankzeichen für Verdienste um die Volkskunde verliehen. Anlässlich seines 70. Geburtstags im Jahr 1918 wurde er Ehrenmitglied des Museumsvereins. In seinen letzten Lebensjahren verfasste Sökeland eine Autobiographie, die 1926 in wenigen Exemplaren gedruckt wurde. Ein Jahr später verstarb er in Berlin.

## Publikationen
- Die Roggenkorngemmen des frühchristlichen Kirchengeräts, in: Zeitschrift für Ethnologie, Band 23 (1891), S. 606–627.
- Ein Skarabäus des Wiener kunsthistorischen Museums, in: Zeitschrift für Ethnologie, Band 27 (1895), S. 467–471.
- Eine neue Alsengemme von Säckingen, in: Zeitschrift für Ethnologie, Band 28 (1896), 288–291.
- Vorlage hausgewerblicher gegenstände aus Westfalen, in: Mitteilungen aus dem Museum für deutsche Volkstrachten und Erzeugnisse des Hausgewerbes zu Berlin, Band 1, Heft 1 (1897), 19–32.
- Westfälische Spinnstube, in: Mitteilungen aus dem Museum für deutsche Volkstrachten und Erzeugnisse des Hausgewerbes zu Berlin, Band 1, Heft 2 (1898), 59–88.
- Neue Funde von Roggenkorngemmen in Deutschland, in: Zeitschrift für Ethnologie, Band 30 (1898), 43–54.
- Einiges über "Desemer" (Wiegestöcke), Vortrag gehalten im Berliner Verein für Volkskunde am 24.3.1899, in: Mitteilungen aus dem Museum für deutsche Volkstrachten und Erzeugnisse des Hausgewerbes zu Berlin, Band 1, Heft 5 (1900), 190–199.
- Über einen antiken Desemer aus Chiusi und über analoge Desemer, in: Zeitschrift für Ethnologie, Band 32 (1900), S. 327–343.
- Gniedelsteine, Bötzettel und Talisman aus Lenzen a. d. Elbe, in: Mitteilungen aus dem Museum für deutsche Volkstrachten und Erzeugnisse des Hausgewerbes zu Berlin, Band 1, Heft 5 (1900), S. 202–207.
- Die Wünschelrute, in: Zeitschrift des Vereins für Volkskunde, Jahrgang 13 (1903), S. 202–212.
- Noch einmal die Wünschelrüte, in: Zeitschrift des vereins für Volkskunde, Jahrgang 16 (1906), 418–422.
- Dunkelfarbige Marienbilder, in: Zeitschrift des Vereins für Volkskunde, Jahrgang 18 (1908), S. 281–295.
- Einfluß der neuen Bestimmungen auf das Privatschulwesen, in: Vossische Zeitung, Nr. 451, 25. September 1908, S. 1f.
- Vorschläge zur regelung des Berliner Privatschulwesens, in: Vossische Zeitung, Nr. 489, 17. Oktober 1908, S. 1.
- Entwicklung der sog. römischen Schnellwage, in: Zeitschrift für Ethnologie, Band 42 (1910), S. 499–513.
- Eine drohende Belastung der städtischen Finanzen, in: Vossische Zeitung, Nr. 423, 9. September 1910, S. 1.
- Die höheren Privat-Mädchenschulen, in: Vossische Zeitung, Nr. 484, 28. September 1911, Beilage 4.
- Zwei neue Alsengemmen, in: Zeitschrift für Ethnologie, Band 45 (1913), S. 207–220.
- Zwei Himmelsbriefe von 1815 und 1915, in: Zeitschrift des Vereins für Volkskunde, Jahrgang 25 (1915), S. 241–259.
- Aus meinem Leben, Berlin 1926.